# Софија (супруга Јустина II)
Елија Софија (грч. Αίλια Σοφία; рођена око 530. год. — умрла 602? год.) је била супруга источноримског (византијског) цара Јустина II (565—578). За будућег владара се удала захваљујући утицају своје тетке Теодоре, супруге Јустиновог ујака Јустинијана I, али је и после Јустинове смрти задржала титулу августе и велики утицај на двору и у политици.

## Младост и удаја
Софија је по Јовану Ефеском била сестричина Јустинијанове супруге, амбициозне и властољубиве Теодоре. Теодорина породица била је највероватније са Кипра и припадала је најнижем сталежу римског друштва 6. века, сталежу коме су припадали циркуски забављачи и ослобођени робови. Теодора је имала две сестре, Анастасију и Комито са којима је од ране младости делила сјај и беду глумачког посла. Пошто је 524. укинут стари закон који је онемогућавао сенаторима да се венчавају са глумицама, Теодора се удала за Јустинијана, али није заборавила ни своје сестре. О Анастасији не знамо практично ништа, али је Комито удата за војсковођу Сита. Углавном се претпоставља да је управо Комито била Софијина мајка. Зна се и да је Софија 565. када је постала августа већ имала удату ћерку, те самим тим и сама није могла бити рођена после 535. године.
Јустинијан и Теодора нису имали деце сем једне прерано преминуле ћеркице, тако да је на двору стално вођена притајена борба око наслеђа престола. Теодора је на све начине гурала у запећак Јустинијановог брата од тетке даровитог војсковођу Германа и његову децу, али је исто тако фаворизовала своју родбину. Када се и како Софија удала за Јустина остаје непознаница, као и почеци јавне каријере будућег цара. Вероватно је важну улогу у склапању брака играла царица Теодора и венчање је свакако обављено пре њене смрти 548. године. Јустин је после 552. почео да напредује у дворској служби и очигледно стиче све веће поверење свог старог ујака. Као и Теодора, и Софија је била следбеница монофизитизма. Међутим, да би уклонила све препреке Јустиновом доласку на престо, Софија се на захтев старог Јустинијана око 562. одрекла учења које је сматрано јеретичким и прихватила је православље. Познато је да су она и Јустин имали двоје деце, ћерку Арабију и сина Јуста. Син изгледа није дуго поживео, али је Арабија удата за војсковођу Бодуарија.

## Јустинова савладарка
Јустинијан је најпосле умро у сну 14. новембра 565. године, а док царева смрт још није обелодањена присутни сенатори су изабрали Јустина II за новог владара. Сутрадан, окупљени Цариграђани су на хиподрому акламацијом поздравили новог августа али и његову супругу Софију као августу. Дворски песник Корип саставио је на латинском Похвалу Јустину Млађем у коме је у стиху описао прве године владавине новог цара. Корип је описао Јустинијанову сахрану коју је организовала царица Софија, а њу назива својом музом и царицом и заштитницом света. Историчари данас примећују да је песник подвукао равноправност царских супружника и Софијину водећу улогу у јавним церемонијама. Убрзо по ступању на престо Јустин је уклонио свог јединог правог ривала истоименог рођака Јустина, сина војсковође Германа. Овај Јустин је, наводно по царичиној жељи, послат у Александрију и тамо убијен. Положај Јустина и његове супруге сада је дефинитивно учвршћен. На аверсу новца који је Јустин почео да кује по први пут у римско-византијској историји су се појавили цар и царица заједно, са свим царским инсигнијама и ореолима око глава, како заједнички држе скиптар у облику крста. 
Јустин је почео владавину популарним потезима. По Теофану Исповеднику царица је окупила цариградске банкаре и зајмодавце и исплатила им јавне дугове. Јустин је 565. и 568. вршио два сада потпуно почасна конзулата (редовни конзулат је укинут 541. год.) и искористио је прилику да обдари водеће сенаторе и придобије цариградску светину јавним приредбама и играма. Изгледа да је по жељи локалне аристократије из службе намесника Италије отпуштен способни али већ времешни евнух Нарзес. По каснијој традицији (Павле Ђакон, Константин VII Порфирогенит...) Нарзес је отпуштен због свађе са царицом Софијом која му је поручила, алудирајући на уобичајне задатке дворских евнуха, да ће га поставити учитеља ткања њених пратиља. Прослављени војсковођа одбио је да се појави у Цариграду и чак позвао Лангобарде да нападну Италију 568. године. Сеоба Лангобарда из Паноније у Италију затекла је царску владу неспремном, али је и указала на драстичну промену равнотеже у средњој Европи у корист Авара. Јустин је, можда управо због последица расипног почетка владавине, отказао плаћање данка Аварима, а касније, 572. године и Персијанцима. Царство се суочило са великом кризом и претрпело је неколико тешких пораза у Подунављу и на Истоку чију је кулминацију представљао пад тврђаве Даре у руке персијске војске у новембру 573. године. Пошто је на двор стигло неколико трагичних вести почетком 574. Јустин је трајно изгубио ментално здравље. Цар је наводно у неколико наврата покушавао да искочи кроз прозор, све док царица није наредила да се поставе решетке. Јустинови насилни испади према његовим сарадницима и дворанима Софија је успевала да заустави плашећи га измишљеним монструмима. Супротно саветима патријарха, царица је на крају довела свом мужу чувеног лекара јеврејског порекла Тимотеја, али ни он није могао да помогне цару. Једино решење, пошто је на престолу морао бити физички и психички здрав мушкарац, било је да се Јустину нађе савладар.

## Августа и Тиберије
У првом тренутку, Софија је ипак била та која је преузела сву власт у своје руке. Послала је поруку персијском краљу Хозроју II подсећајући га да сада води рат против царства на чијем се челу налазила нејака жена болесног супруга. Хозроје је пристао на једногодишње примирје које је доцније продужено. Питање избора Јустиновог савчладара је потом решено опет по царичиној вољи. Очекивало се да ће савладар постати неки од Јустинових рођака или његов зет Бодуарије. После саветовања са Софијом, цариградски сенатори су пристали да подрже избор заповедника царске гарде екскубитора Тиберија за Јустиновог савладара. За Јустиновог савладара, са титулом цезара, Тиберије је проглашен 7. децембра 574. године под именом Тиберије II Константин. 
Тиберије се, непосредно пре преузимања положаја цезара, морао заклети да ће поштовати Софију као царицу и да јој никада неће нанети зла. По каснијој традицији коју је забележио почетком 9. века Теофан Исповедник Тиберије је био Софијин љубавник. Софија је после Јустинове смрти покушала да га натера да је ожени, али се Тиберије већ венчао у тајности и тако помрсио августине планове. У стварности, односи између августе и цезара нису били тако идилични. Софија је Тиберија третирала са потцењивањем и неретко је у јавности критиковала његову расипност. Према Тиберијевој жени Инони царица је показивала отворено непријатељство. Цезаревој жени било је забрањено да уопште и улази у царску палату, и Тиберије је због тога морао готово кришом да посећује своју породицу која је била смештена у оближњој Хормиздиној палати. Штавише, Софија је онемогућила и дворанкама и супругама достојанственика да посећују Инону и указују јој дужно поштовање. Инона је на крају, страхујући за сигурност себе и своје деце, напустила Константинопољ и населила се у Дафонудону. Софија је изгледа сматрала да Јустин, као август, може себи да тражи помоћ и заменика, али не и да угрожава њен положај августе.

## Последње деценије
У октобру 578. године Јустин II је најпосле преминуо. Софија је преко неколико угледних посланика, између осталих и цариградског патријарха, понудила брак новом августу Тиберију (578—582). Тиберије је учтиво одбио Софију и понудио јој почасти августе-мајке. Са друге стране, цар је одлучно у тајности довео своју супругу у Цариград и у палати организовао њен сусрет са патријархом и сенаторима, а затим и крунисање. Сутрадан Инона се појавила пред окупљеним Цариграђанима на хиподрому где су је деме поздравиле акламацијама и извикале јој ново, отменије име достојно царице — Анастасија.
Ипак, Софија је извела још један покушај да преокрене прилике у своју корист. По савременику догађаја, франачком историчару Гргуру Турском, Софија је искористила прво Тиберијево одсуство из престонице да организује заверу у корист Јустинијана, рођака њеног покојног супруга. Тиберије се хитно вратио у Цариград, пресекао заверу и лишио Софију њеног богатства. Јустинијан, који је изгледа невољно учествовао у завери, је поштеђен и доцније је био у великој милости код цара. Што се Софије тиче, Тиберије је њену умешаност у заверу искористио да је стави под дискретни надзор. Цар је поновио да ће је поштовати као мајку, али је убрзо постало јасно да је Софија најзад истиснута у други план. Инона-Анастасија се од 578/. почела појављивати на новцу уз свог мужа што је била почаст некада резервисана за Софију. Стара августа је још увек могла да задржи своје одаје у царској палати, док је Тиберије, можда зарад безбедности колико и комфорности, доградио северно крило палате у које се сместио са породицом. Најзад, Софија се иселила у палату Софијају коју јој је још супруг изградио.
Тиберије је у августу 582. лежао на самртничкој постељи, можда усред последица тровања. У сваком случају, позвао је Софију и затражио њен савет у вези са одређивањем престолонаследника. Она му је предложила успешног војсковођу јерменског порекла Маврикија и предлог је прихваћен. Софија, која је имала тек нешто више од педесет година, наводно је планирала да се уда за Маврикија или пак да своју кћи Арабију, сада већ удовицу, венча са будућим августом. Међутим, Тиберије ју је надмудрио последњи пут пошто је Маврикија (582—602) верио својом ћерком Константином. 
О преостале две деценије Софијиног живота знамо само још један детаљ. О Васкрсу 601. године Константина и Софија су припремиле круну на дар Маврикију, али је цар поклон окачио изнад олтара цркве Пресвете Мудрости (Аја Софија). Обе царице су биле погођене и ражалошћене и Константина је празник провела у свађи са мужем. Почетком 602. подунавска војска се побунила и извикала за цара центуриона Фоку који је затим свргнуо и погубио Маврикија и његову породицу. Могуће је да је у овим немирима и Софија изгубила живот од стране Фокиних присталица.
Царица Софија је представљала необичну појаву у дотадашњој византијској историји. Од самог почетка се показала као енергична и властољубива жена. У том светлу треба посматрати њено одрицање од монофизитизма и касније често мешање у Јустинову политику. Извори негативно приказују Софијину личност и потезе, тако да је тешко стећи реалну слику. Ипак, изгледа да је Софија у браку са Јустином била доминантнији партнер, али касније није била успешна у покушајима да свој положај августе учврсти новим браком. Ипак, на различите начине остала је дуго времена врло утицајна и моћна. Инона је се оправдано плашила, али је после њене смрти 594. Софија ипак нашла заједнички језик са Константином. Судећи по представама на новцу и појединим вестима из извора, Софија је уживала положај Јустинове савладарке који је доносио моћ и слободу какву није имала ни њена славна тетка Теодора. 